# Xã Tyro, Quận Yellow Medicine, Minnesota
Xã Tyro (tiếng Anh: Tyro Township) là một xã thuộc quận Yellow Medicine, tiểu bang Minnesota, Hoa Kỳ. Năm 2010, dân số của xã này là 181 người.